# Авіаційна пригода
Авіаційна пригода — подія, пов'язана з льотною експлуатацією повітряного судна, що призвела до загибелі або серйозних травм будь-якої особи (осіб), суттєвого пошкодження або втрати цього повітряного судна.
Як правило, серед авіаційних пригод розрізняють:
- аварії — пригоди без людських жертв;
- катастрофи — з людськими жертвами.

Наведене вище визначення є узагальненим. Різні нормативні правові акти та інші застосовувані практично документи встановлюють різні тлумачення поняття авіаційна подія. Застосування цих тлумачень залежить від сфери дії відповідного акта. Крім того, тлумачення містять велику кількість термінологічних та юридичних тонкощів, у зв'язку з чим суворе віднесення тієї чи іншої події до категорії авіаційних подій у кожному випадку потребує детального аналізу контексту.

## Особливості тлумачення поняття у різних джерелах

### Конвенція про міжнародну цивільну авіацію
Додаток 13 до Конвенції про міжнародну цивільну авіацію відносить до авіаційних подій такі події (тут і далі визначення з відповідних правових актів даються в узагальненому та скороченому вигляді, тільки для створення загального уявлення про їх особливості):
- коли будь-яка особа отримує тілесне ушкодження зі смертельним наслідком або серйозне тілесне ушкодження в результаті знаходження в повітряному судні, зіткнення з будь-якою його частиною (у тому числі відокремленої), або внаслідок впливу реактивного струменя;
- коли повітряне судно отримує значні ушкодження чи руйнується;
- коли повітряне судно пропадає безвісти чи опиняється у недоступному місці.

Визначення містять низку винятків та застережень. Не відносяться до авіаційних пригод, зокрема:
- загибель або травми безквиткових пасажирів, що ховаються поза зонами, призначеними для пасажирів та екіпажу;
- тілесні ушкодження, отримані внаслідок природних причин, завдані самому собі, або іншими особами;
- певні види пошкоджень, що відносяться до частин або агрегатів повітряного судна, що легко замінюються.

Визначено також рамки поняття «використання повітряного судна»: до авіаційних пригод відносяться лише події, що відбулися з моменту, коли будь-яка особа вступила на борт з наміром здійснити політ, до моменту, коли всі особи, які перебували на борту з метою польоту, залишили повітряне судно. Таким чином, не є авіаційною подією, наприклад, пожежа, що виникла під час проведення ремонтних робіт. В останній редакції Додатка 13 ця ухвала також розширена на безпілотні повітряні судна.
Визначення Конвенції є одним із найбільш широких, охоплюючи, зокрема, і загибель сторонніх осіб на землі, якщо вона спричинена безпосереднім впливом повітряного судна (наприклад, при падінні літака). У той же час як авіаційна пригода не розглядаються опосередковані впливи (наприклад, загибель внаслідок пожежі, що виникла внаслідок впливу реактивного струменя).
Конвенція не встановлює градації авіаційних пригод і взагалі не використовує терміна «катастрофа».

## Причини авіаційних пригод
Найбільш поширеною причиною авіакатастроф є людський фактор.
За статистикою причини розподіляються так[неавторитетне джерело]:
- Помилки екіпажу — 50%:
  - помилки екіпажу неспровоковані — 29%,
  - помилки екіпажу, викликані складними метеоумовами — 16%,
  - помилки екіпажу, спричинені відмовами техніки – 5 %.
- Відмови авіатехніки - 22%.
- Погодні умови — 12%.
- Тероризм — 9%.
- Помилки наземного персоналу (авіадиспетчерів, авіатехніків та ін.) — 7%.
- Інші причини – 1%.

Найнебезпечніша ділянка польоту - це зліт і посадка через малу висоту польоту і, як наслідок, нестачі часу для оцінки проблеми, що виникла, і її вирішення. Події дільницями польоту розподіляються так: 
- рулювання — 3,3%
- розбіг — 17,6%
- зліт — 11,1%
- набір висоти — 6,5%
- крейсерський політ — 5,2%
- зниження — 3,3%
- очікування та захід на посадку — 11,8 %
- посадка — 16,3%
- пробіг — 24,8%